# 普卢伊代尔
普卢伊代尔（法語：Plouider，法語發音：[pluidɛʁ]）是法国菲尼斯泰尔省的一个市镇，属于布雷斯特区。

## 地理
普卢伊代尔（48°36'29"N, 4°17'52"W）面积23.63 平方千米，位于法国布列塔尼大區菲尼斯泰尔省，该省份为法国最西部的省份，位于布列塔尼半岛西部，北西南三面环大西洋，东临阿摩尔滨海省和莫尔比昂省。
与普卢伊代尔接壤的市镇（或旧市镇、城区）包括：圣梅昂、古尔旺、吉塞尼、凯卢昂、凯尔努埃斯、朗乌阿尔诺、莱斯讷旺、普卢内韦-洛克里斯特、圣弗雷冈、特雷夫莱兹、普卢内乌尔-布里尼奥冈普拉日。

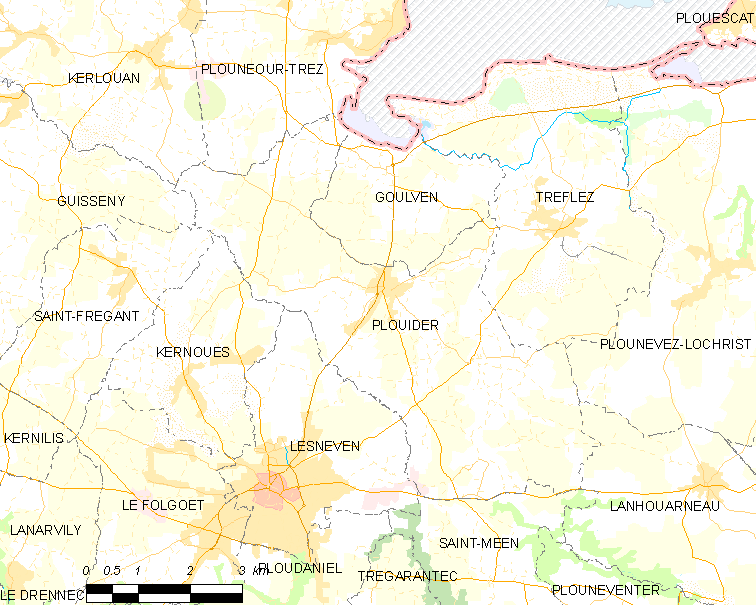
普卢伊代尔的OSM定位图

普卢伊代尔的时区为UTC+01:00、UTC+02:00（夏令时）。

## 行政
普卢伊代尔的邮政编码为29260，INSEE市镇编码为29198。

## 政治
普卢伊代尔所属的省级选区为莱斯讷旺县。

## 人口

1962-2008年间普卢伊代尔人口变化图示

普卢伊代尔于2022年1月1日时的人口数量为1801人。